# Frontal (1993)
Frontal war ein deutsches Politmagazin, das vom 30. März 1993 bis zum 12. Dezember 2000 im ZDF 290 Mal jeweils dienstags eine Dreiviertelstunde ab 21 Uhr ausgestrahlt wurde. Frontal übernahm den Sendeplatz der Politsendung Kennzeichen D, die auf den Mittwoch verschoben wurde. Wiederholt wurde die Sendung von 1994 bis 1998 zweimal wöchentlich bei NBC Super Channel mit englischen Untertiteln. Die Sendung stand in der Tradition ihres Vorgängers Studio 1.

## Das Konzept
Was Frontal unter den politischen Magazinen in Deutschland einzigartig machte, war das Zwei-Fraktionen-Konzept: Während die Redaktionen der meisten anderen Politmagazine als einer bestimmten Partei nahestehend betrachtet werden, bestand das Team bei Frontal zu gleichen Teilen aus Anhängern der zwei großen Volksparteien, CDU um Bodo H. Hauser und SPD um Ulrich Kienzle. Ziel dieser Personalpolitik war eine möglichst ausgewogene Berichterstattung.
Dieses Konzept der ausgewogenen Berichterstattung zeigte sich auch in den journalistischen Inhalten, z. B. als aufgrund eines aktuellen Falles von Kindesmissbrauch diese Thematik in der deutschen Medienlandschaft breit thematisiert wurde, berichtete Frontal über den Missbrauch mit dem Missbrauch, ungerechtfertigte Vorwürfe gegen erwiesenermaßen unschuldige Mitarbeiter von Kindergärten.
1996 erhielten beide Moderatoren den Medien- und Fernsehpreis Bambi.

## Die Moderatoren
Moderiert wurde Frontal von den Redaktionsleitern Bodo H. Hauser und Ulrich Kienzle. Der Unterhaltungswert dieses Politmagazins rührte vor allem daher, dass die beiden Journalisten ihre persönlich und parteipolitisch begründete Rivalität in der Sendung humorvoll-sarkastisch austrugen. Die treffendsten Bemerkungen wurden sogar mehrfach als Buch und Tonträger herausgegeben. Das Duo Hauser und Kienzle gab sich den Spitznamen „Saddam und der Deoroller“, wobei „Saddam“ auf eine Ähnlichkeit von Ulrich Kienzle mit dem irakischen Diktator Saddam Hussein und „Deoroller“ auf die Ähnlichkeit von Hausers Glatze mit einem Deodoranten anspielte.
Ulrich Kienzle wurde einige Male von Maybrit Illner und Maria von Welser vertreten.

## Die Titelmusik
Die Erkennungsmelodie der Sendung war eine gekürzte und neu eingespielte Fassung eines Instrumentalteils aus Mike Batts Ride to Agadir (ca. zwischen Minute 1:45 und 2:05).
Die Amplitude des Tonsignals wurde als Leuchtbalken im Bild angezeigt, eine Reminiszenz an die Vorgängersendung ZDF-Magazin, bei der ein entsprechendes Oszilloskopbild gezeigt wurde.

## Die Rubriken
Neben den Filmbeiträgen wurde die Sendung vor allem durch die nachfolgenden Rubriken gekennzeichnet.

### Die Glosse
An zweiter Position nach der Eröffnungsmoderation stand meist ein zwischen zwei und drei Minuten langer Beitrag, der auf satirische Weise aktuelle politische Entwicklungen kommentierte. Neben tagesaktuellen Bildern wurde gerne Filmmaterial verwendet, das Versprecher oder andere Fauxpas von Politikern zeigte.

### Der Reißwolf
Eröffnet wurde diese Rubrik von Kienzle mit der Frage: Was gibt’s Neues, Hauser?. Daraufhin zogen beide wechselseitig absurde oder völlig belanglose Agenturmeldungen hervor, verlasen diese mit gespielt wichtigtuerischer Stimme und steckten sie anschließend mit einem bissigen Kommentar in einen Aktenvernichter.

### Der Schluss
Eingeleitet wurde das Ende jeder Sendung von Hauser mit dem Spruch: „Noch Fragen, Kienzle?“ Daraufhin eröffnete Kienzle meistens mit den Worten „Ja, Hauser!“ und einer tagesaktuellen Frage einen witzigen Schlagabtausch, der fast jedes Mal mit dem Satz „Na dann, guten Abend!“ von Hauser endete.

## Das Ende
Mit der Verrentung stieg Ulrich Kienzle aus, und Frontal wurde durch Frontal21 ersetzt, das an die hohe Popularität des Teams Hauser/Kienzle kaum anknüpfen konnte.

## Einschaltquoten
1996 erreichte Frontal rund 4 Millionen Zuschauer, das entsprach einem Marktanteil von ca. 18 Prozent. 1999 betrug die Reichweite 3,6 Millionen Zuschauer.